# Johann Kaspar Moos
Johann Kaspar Moos (* 21. April 1774 in Zug; † 21. August 1835 ebenda) war ein Schweizer Porträt- und Historienmaler.

## Leben und Werk
Johann Kaspar Moos ging noch vor seinem 20. Lebensjahr nach Rom und diente in der Schweizergarde. Später hielt er sich zum Studium in Turin auf. Johann Kaspar Moos schuf neben zahlreichen Porträts Gemälde für Kirchen und Kapellen in Zug und in den Nachbarkantonen. Melchior Paul von Deschwanden, Ludwig Keiser und Georg Anton Gangyner waren Schüler von Johann Kaspar Moos.